# Louis Nirenberg
Louis Nirenberg (28. února 1925 Hamilton – 26. ledna 2020) byl kanadsko-americký matematik.
Proslavil se zejména svými pracemi o parciálních diferenciálních rovnicích. Doktorát na New York University získal pod vedením Jamese Stokera a na stejné univerzitě pak působil jako profesor. Za svou práci obdržel mnoho ocenění, zejména Abelovu cenu, již spolu s ním roku 2015 získal i John Forbes Nash.